# Ồ
Ồ (minuscule : ồ), appelé O accent circonflexe accent grave, est une lettre latine utilisée dans l’écriture du vietnamien.
Il s’agit de la lettre O diacritée d’un accent circonflexe et d’un accent grave.

## Utilisation
En vietnamien, le O circonflexe ‹ Ô, ô › représente la voyelle /o/ et l’accent grave indique un ton haut montant.

## Représentations informatiques
Le O accent circonflexe accent grave peut être représenté avec les caractères Unicode suivants : 
- précomposé (latin étendu additionnel)[1] :

| formes    | représentations | chaînes de caractères | points de code | descriptions                                                 |
| --------- | --------------- | --------------------- | -------------- | ------------------------------------------------------------ |
| capitale  | Ồ               | Ồ                     | U+1ED2         | lettre majuscule latine o accent circonflexe et accent grave |
| minuscule | ồ               | ồ                     | U+1ED3         | lettre minuscule latine o accent circonflexe et accent grave |

- décomposé et normalisé NFD (latin de base, diacritiques) :

| formes    | représentations | chaînes de caractères | points de code       | descriptions                                                                      |
| --------- | --------------- | --------------------- | -------------------- | --------------------------------------------------------------------------------- |
| capitale  | Ồ               | O◌̂◌̀                   | U+004F U+0302 U+0300 | lettre majuscule latine o diacritique accent circonflexe diacritique accent grave |
| minuscule | ồ               | o◌̂◌̀                   | U+006F U+0302 U+0300 | lettre minuscule latine o diacritique accent circonflexe diacritique accent grave |